# 康杰中学
康杰中学是位于山西省运城市的一所完全中学，是山西省的老牌名校之一。校名“康杰”纪念的是晋南地区最早的中国共产党党员、革命家、教育家嘉康杰烈士。现任校长姚耀忠。康杰中学现为山西省示范高中。